# La Liga 2020-2021
Sezonul La Liga 2020-2021 a fost cel de-al 90-lea sezon al La Liga, eșalonul principal de fotbal profesionist din Spania. Sezonul a început pe 12 septembrie 2020 și s-a încheiat pe 23 mai 2021.
În mod excepțional, în acest sezon cele cinci înlocuiri au fost menținute în maximum trei runde pe echipă, adoptate în mai 2020 din cauza impactului pandemiei de COVID-19.
Atlético Madrid și-a câștigat al 11-lea titlu de La Liga în ultima etapă a sezonului, după o victorie cu 2-1 împotriva lui Valladolid. A fost primul lor titlu din 2013-2014. Barcelona și Real Madrid au fost singurele alte echipe care au câștigat titlul de când Atlético Madrid a făcut-o ultima oară.

## Echipe, stadioane și locații
| Echipa          | Oraș            | Stadion                | Capacitate |
| --------------- | --------------- | ---------------------- | ---------- |
| Alavés          | Vitoria-Gasteiz | Mendizorrotza          | 19.840     |
| Athletic Bilbao | Bilbao          | San Mamés              | 53.289     |
| Atlético Madrid | Madrid          | Wanda Metropolitano    | 68,456     |
| Barcelona       | Barcelona       | Camp Nou               | 99.354     |
| Cádiz           | Cádiz           | Ramón de Carranza      | 20,724     |
| Celta Vigo      | Vigo            | Abanca-Balaídos        | 29.000     |
| Eibar           | Eibar           | Ipurua                 | 8.164      |
| Elche           | Elche           | Martínez Valero        | 33.732     |
| Getafe          | Getafe          | Coliseum Alfonso Pérez | 17.393     |
| Granada         | Granada         | Nuevo Los Cármenes     | 19.336     |
| Huesca          | Huesca          | El Alcoraz             | 7.638      |
| Levante         | Valencia        | Ciutat de València     | 26.354     |
| Osasuna         | Pamplona        | El Sadar               | 23.576     |
| Real Betis      | Sevilla         | Benito Villamarín      | 60.721     |
| Real Madrid     | Madrid          | Alfredo Di Stéfano     | 6,000      |
| Real Sociedad   | San Sebastián   | Anoeta                 | 39.500     |
| Sevilla         | Sevilla         | Ramón Sánchez Pizjuán  | 43.883     |
| Valencia        | Valencia        | Mestalla               | 55.000     |
| Valladolid      | Valladolid      | José Zorrilla          | 28.012     |
| Villarreal      | Villarreal      | Estadio de la Cerámica | 24.890     |

## Persoane importante și sponsori:
| Echipă          | Antrenor             | Căpitan            | Producător echipament | Sponsor tricou                                                    |
| --------------- | -------------------- | ------------------ | --------------------- | ----------------------------------------------------------------- |
| Alavés          | Javier Calleja       | Manu García        | Kelme                 | Betway, Zotapay, Exiom Group, InJoo, Integra Energía              |
| Athletic Bilbao | Marcelino            | Iker Muniain       | New Balance           | Kutxabank                                                         |
| Atlético Madrid | Diego Simeone        | Koke               | Νike                  | Plus500, Ria Money Transfer, Hyundai, VERSUS                      |
| Barcelona       | Ronald Koeman        | Lionel Messi       | Νike                  | Rakuten, UNICEF, Beko                                             |
| Cádiz           | Álvaro Cervera       | Jon Ander Garrido  | Adidas                | Dafabet, Humanox                                                  |
| Celta Vigo      | Eduardo Coudet       | Hugo Mallo         | Adidas                | Estrella Galicia 0,0, Abanca, Visit Maldives, Grupo Recalvi       |
| Eibar           | José Luis Mendilibar | Sergi Enrich       | Joma                  | Alyco                                                             |
| Elche           | Fran Escribá         | Nino               | Hummel                | TM Grupo Inmobiliario                                             |
| Getafe          | José Bordalás        | Djené              | Joma                  | Tecnocasa Group, Reale Seguros, El Brillante, Tejada's Forever    |
| Granada         | Diego Martínez       | Víctor Díaz        | Νike                  | Winamax, Caja Rural Granada, Coviran                              |
| Huesca          | Pacheta              | Jorge Pulido       | Kelme                 | Huesca La Magia, Apisa, Bodega Sommos, Grupo Cosehisa, Ambar 0,0  |
| Levante         | Paco López           | José Luis Morales  | Macron                | Betway, Baleària, Sesderma                                        |
| Osasuna         | Jagoba Arrasate      | Oier Sanjurjo      | Adidas                | Verleal, Victorino Vicente, Selk, Clínica Universidad de Navarra  |
| Real Betis      | Manuel Pellegrini    | Joaquín            | Kappa                 | Betway, Bitci.com, Reale Seguros, Turismo de Sevilla              |
| Real Madrid     | Zinedine Zidane      | Sergio Ramos       | Adidas                | Emirates                                                          |
| Real Sociedad   | Imanol Alguacil      | Asier Illarramendi | Macron                | IQONIQ, Kutxabank, Reale Seguros                                  |
| Sevilla         | Julen Lopetegui      | Jesús Navas        | Νike                  | Marathonbet, AliExpress, Valvoline, EverFX, Turismo de Sevilla    |
| Valencia        | Voro (interimar)     | José Gayà          | Puma                  | bwin, Libertex, Sailun Tyres, Škoda                               |
| Valladolid      | Sergio González      | Míchel Herrero     | Adidas                | Estrella Galicia 0,0, Herbalife Nutrition, Integra Energía, Inexo |
| Villarreal      | Unai Emery           | Mario Gaspar       | Joma                  | Pamesa Cerámica                                                   |

## Clasament
| Loc | Echipa              | MJ | V  | E  | Î  | GM | GP | DG  | Pct | Calificare sau retrogradare                  |
| --- | ------------------- | -- | -- | -- | -- | -- | -- | --- | --- | -------------------------------------------- |
| 1   | Atlético Madrid (C) | 38 | 26 | 8  | 4  | 67 | 25 | +42 | 86  | Calificare în Liga Campionilor faza grupelor |
| 2   | Real Madrid         | 38 | 25 | 9  | 4  | 67 | 28 | +39 | 84  | Calificare în Liga Campionilor faza grupelor |
| 3   | Barcelona           | 38 | 24 | 7  | 7  | 85 | 38 | +47 | 79  | Calificare în Liga Campionilor faza grupelor |
| 4   | Sevilla             | 38 | 24 | 5  | 9  | 53 | 33 | +20 | 77  | Calificare în Liga Campionilor faza grupelor |
| 5   | Real Sociedad       | 38 | 17 | 11 | 10 | 59 | 38 | +21 | 62  | Calificare în Europa League faza grupelor    |
| 6   | Real Betis          | 38 | 17 | 10 | 11 | 50 | 50 | 0   | 61  | Calificare în Europa League faza grupelor    |
| 7   | Villarreal          | 38 | 15 | 13 | 10 | 60 | 44 | +16 | 58  | Calificare în Liga Campionilor faza grupelor |
| 8   | Celta Vigo          | 38 | 14 | 11 | 13 | 55 | 57 | −2  | 53  |                                              |
| 9   | Granada             | 38 | 13 | 7  | 18 | 47 | 65 | −18 | 46  |                                              |
| 10  | Athletic Bilbao     | 38 | 11 | 13 | 14 | 46 | 42 | +4  | 46  |                                              |
| 11  | Osasuna             | 38 | 11 | 11 | 16 | 37 | 48 | −11 | 44  |                                              |
| 12  | Cádiz               | 38 | 11 | 11 | 16 | 36 | 58 | −22 | 44  |                                              |
| 13  | Valencia            | 38 | 10 | 13 | 15 | 50 | 53 | −3  | 43  |                                              |
| 14  | Levante             | 38 | 9  | 14 | 15 | 46 | 57 | −11 | 41  |                                              |
| 15  | Getafe              | 38 | 9  | 11 | 18 | 28 | 43 | −15 | 38  |                                              |
| 16  | Alavés              | 38 | 9  | 11 | 18 | 36 | 57 | −21 | 38  |                                              |
| 17  | Elche               | 38 | 8  | 12 | 18 | 34 | 55 | −21 | 36  |                                              |
| 18  | Huesca (R)          | 38 | 7  | 13 | 18 | 34 | 53 | −19 | 34  | Retrogradare în Segunda División             |
| 19  | Valladolid (R)      | 38 | 5  | 16 | 17 | 34 | 57 | −23 | 31  | Retrogradare în Segunda División             |
| 20  | Eibar (R)           | 38 | 6  | 12 | 20 | 29 | 52 | −23 | 30  | Retrogradare în Segunda División             |

1. ↑  Stadion folosit pentru meciuri fără spectatori.
2. ↑  Deoarece câștigătorii Copa del Rey, Barcelona, s-au calificat în Liga Campionilor 2021-2022 pe baza poziției în ligă, locul acordat câștigătorilor cupei (faza grupelor Europa League) a fost primit de echipa de pe locul șase, iar locul acordat echipei de pe locul șase (runda de play-off Conference League 2021-2022) a fost primit de echipa de pe locul șapte, Villarreal.
3. ↑  Villarreal s-a calificat în Liga Campionilor 2021-2022 câștigând UEFA Europa League 2020-2021. Pe baza poziției lor în ligă (a șaptea), ei ar fi primit locul de mai sus pentru a intra în runda de play-off din Conference League. Acest loc a fost eliberat fără înlocuire conform regulamentelor UEFA.
4. 1 2  Granada a terminat înaintea lui Athletic Bilbao la golaveraj în meciurile directe: Granada 2–0 Athletic Bilbao, Athletic Bilbao 2–1 Granada.
5. 1 2  Osasuna a terminat înaintea lui Cádiz la golaveraj în meciurile directe: Cádiz 0–2 Osasuna, Osasuna 3–2 Cádiz.

### Rezultate meciuri
| Acasă \ Deplasare | ALA | ATH | ATM | BAR | CAD | CEL | EIB | ELC | GET | GRA | HUE | LEV | OSA | BET | RMA | RSO | SEV | VAL | VLL | VIL |
| ----------------- | --- | --- | --- | --- | --- | --- | --- | --- | --- | --- | --- | --- | --- | --- | --- | --- | --- | --- | --- | --- |
| Alavés            | —   | 1–0 | 1–2 | 1–1 | 1–1 | 1–3 | 2–1 | 0–2 | 0–0 | 4–2 | 1–0 | 2–2 | 0–1 | 0–1 | 1–4 | 0–0 | 1–2 | 2–2 | 1–0 | 2–1 |
| Athletic Bilbao   | 0–0 | —   | 2–1 | 2–3 | 0–1 | 0–2 | 1–1 | 1–0 | 5–1 | 2–1 | 2–0 | 2–0 | 2–2 | 4–0 | 0–1 | 0–1 | 2–1 | 1–1 | 2–2 | 1–1 |
| Atlético Madrid   | 1–0 | 2–1 | —   | 1–0 | 4–0 | 2–2 | 5–0 | 3–1 | 1–0 | 6–1 | 2–0 | 0–2 | 2–1 | 2–0 | 1–1 | 2–1 | 2–0 | 3–1 | 2–0 | 0–0 |
| Barcelona         | 5–1 | 2–1 | 0–0 | —   | 1–1 | 1–2 | 1–1 | 3–0 | 5–2 | 1–2 | 4–1 | 1–0 | 4–0 | 5–2 | 1–3 | 2–1 | 1–1 | 2–2 | 1–0 | 4–0 |
| Cádiz             | 3–1 | 0–4 | 2–4 | 2–1 | —   | 0–0 | 1–0 | 1–3 | 0–2 | 1–1 | 2–1 | 2–2 | 0–2 | 0–1 | 0–3 | 0–1 | 1–3 | 2–1 | 0–0 | 0–0 |
| Celta Vigo        | 2–0 | 0–0 | 0–2 | 0–3 | 4–0 | —   | 1–1 | 3–1 | 1–0 | 3–1 | 2–1 | 2–0 | 2–1 | 2–3 | 1–3 | 1–4 | 3–4 | 2–1 | 1–1 | 0–4 |
| Eibar             | 3–0 | 1–2 | 1–2 | 0–1 | 0–2 | 0–0 | —   | 0–1 | 0–0 | 2–0 | 1–1 | 0–1 | 0–0 | 1–1 | 1–3 | 0–1 | 0–2 | 0–0 | 1–1 | 1–3 |
| Elche             | 0–2 | 2–0 | 0–1 | 0–2 | 1–1 | 1–1 | 1–0 | —   | 1–3 | 0–1 | 0–0 | 1–0 | 2–2 | 1–1 | 1–1 | 0–3 | 2–1 | 2–1 | 1–1 | 2–2 |
| Getafe            | 0–0 | 1–1 | 0–0 | 1–0 | 0–1 | 1–1 | 0–1 | 1–1 | —   | 0–1 | 1–0 | 2–1 | 1–0 | 3–0 | 0–0 | 0–1 | 0–1 | 3–0 | 0–1 | 1–3 |
| Granada           | 2–1 | 2–0 | 1–2 | 0–4 | 0–1 | 0–0 | 4–1 | 2–1 | 0–0 | —   | 3–3 | 1–1 | 2–0 | 2–0 | 1–4 | 1–0 | 1–0 | 2–1 | 1–3 | 0–3 |
| Huesca            | 1–0 | 1–0 | 0–0 | 0–1 | 0–2 | 3–4 | 1–1 | 3–1 | 0–2 | 3–2 | —   | 1–1 | 0–0 | 0–2 | 1–2 | 1–0 | 0–1 | 0–0 | 2–2 | 0–0 |
| Levante           | 1–1 | 1–1 | 1–1 | 3–3 | 2–2 | 1–1 | 2–1 | 1–1 | 3–0 | 2–2 | 0–2 | —   | 0–1 | 4–3 | 0–2 | 2–1 | 0–1 | 1–0 | 2–2 | 1–5 |
| Osasuna           | 1–1 | 1–0 | 1–3 | 0–2 | 3–2 | 2–0 | 2–1 | 2–0 | 0–0 | 3–1 | 1–1 | 1–3 | —   | 0–2 | 0–0 | 0–1 | 0–2 | 3–1 | 0–0 | 1–3 |
| Real Betis        | 3–2 | 0–0 | 1–1 | 2–3 | 1–0 | 2–1 | 0–2 | 3–1 | 1–0 | 2–1 | 1–0 | 2–0 | 1–0 | —   | 2–3 | 0–3 | 1–1 | 2–2 | 2–0 | 1–1 |
| Real Madrid       | 1–2 | 3–1 | 2–0 | 2–1 | 0–1 | 2–0 | 2–0 | 2–1 | 2–0 | 2–0 | 4–1 | 1–2 | 2–0 | 0–0 | —   | 1–1 | 2–2 | 2–0 | 1–0 | 2–1 |
| Real Sociedad     | 4–0 | 1–1 | 0–2 | 1–6 | 4–1 | 2–1 | 1–1 | 2–0 | 3–0 | 2–0 | 4–1 | 1–0 | 1–1 | 2–2 | 0–0 | —   | 1–2 | 0–1 | 4–1 | 1–1 |
| Sevilla           | 1–0 | 0–1 | 1–0 | 0–2 | 3–0 | 4–2 | 0–1 | 2–0 | 3–0 | 2–1 | 1–0 | 1–0 | 1–0 | 1–0 | 0–1 | 3–2 | —   | 1–0 | 1–1 | 2–0 |
| Valencia          | 1–1 | 2–2 | 0–1 | 2–3 | 1–1 | 2–0 | 4–1 | 1–0 | 2–2 | 2–1 | 1–1 | 4–2 | 1–1 | 0–2 | 4–1 | 2–2 | 0–1 | —   | 3–0 | 2–1 |
| Valladolid        | 0–2 | 2–1 | 1–2 | 0–3 | 1–1 | 1–1 | 1–2 | 2–2 | 2–1 | 1–2 | 1–3 | 1–1 | 3–2 | 1–1 | 0–1 | 1–1 | 1–1 | 0–1 | —   | 0–2 |
| Villarreal        | 3–1 | 1–1 | 0–2 | 1–2 | 2–1 | 2–4 | 2–1 | 0–0 | 1–0 | 2–2 | 1–1 | 2–1 | 1–2 | 1–2 | 1–1 | 1–1 | 4–0 | 2–1 | 2–0 | —   |

## Statistici

### Golgheteri
| Poziție | Jucător           | Club            | Goluri |
| ------- | ----------------- | --------------- | ------ |
| 1       | Lionel Messi      | Barcelona       | 30     |
| 2       | Karim Benzema     | Real Madrid     | 23     |
| 2       | Gerard Moreno     | Villarreal      | 23     |
| 4       | Luis Suárez       | Atlético Madrid | 21     |
| 5       | Youssef En-Nesyri | Sevilla         | 18     |
| 6       | Alexander Isak    | Real Sociedad   | 17     |
| 7       | Iago Aspas        | Celta Vigo      | 14     |
| 8       | Antoine Griezmann | Barcelona       | 13     |
| 8       | Rafa Mir          | Huesca          | 13     |
| 8       | José Luis Morales | Levante         | 13     |

### Trofeul Zamora
| Rang | Nume                  | Club            | Goluri primite | Meciuri | În medie |
| ---- | --------------------- | --------------- | -------------- | ------- | -------- |
| 1    | Jan Oblak             | Atlético Madrid | 25             | 38      | 0.66     |
| 2    | Thibaut Courtois      | Real Madrid     | 28             | 38      | 0.74     |
| 3    | Yassine Bounou        | Sevilla         | 28             | 33      | 0.85     |
| 4    | Álex Remiro           | Real Sociedad   | 38             | 38      | 1.00     |
| 5    | Marc-André ter Stegen | Barcelona       | 32             | 31      | 1.03     |

### Hat-trick-uri
| Jucător           | Pentru        | Contra        | Rezultat | Data              | Etapa |
| ----------------- | ------------- | ------------- | -------- | ----------------- | ----- |
| Carlos Soler      | Valencia      | Real Madrid   | 4–1 (H)  | 8 noiembrie 2020  | 9     |
| Youssef En-Nesyri | Sevilla       | Real Sociedad | 3–2 (H)  | 9 ianuarie 2021   | 18    |
| Youssef En-Nesyri | Sevilla       | Cádiz         | 3–0 (H)  | 23 ianuarie 2021  | 20    |
| Rafa Mir          | Huesca        | Valladolid    | 3–1 (A)  | 29 ianuarie 2021  | 21    |
| Alexander Isak    | Real Sociedad | Alavés        | 4–0 (H)  | 21 februarie 2021 | 24    |
| Gerard Moreno     | Villarreal    | Granada       | 3–0 (A)  | 3 aprilie 2021    | 29    |
| Kike García       | Eibar         | Alavés        | 3–0 (H)  | 1 mai 2021        | 34    |
| Carlos Bacca      | Villarreal    | Sevilla       | 4–0 (H)  | 16 mai 2021       | 37    |